# Döden på Nilen (film, 1978)
Döden på Nilen (engelska: Death on the Nile) är en brittisk mysteriefilm från 1978 i regi av John Guillermin. Filmen är baserad på Agatha Christies Hercule Poirot-deckare, med samma namn, från 1937. I rollen som den belgiske mustaschprydda detektiven Hercule Poirot ses Peter Ustinov, och bland övriga roller märks Bette Davis, Mia Farrow, David Niven, Maggie Smith, Angela Lansbury, George Kennedy och Jack Warden.
Filmen är en fristående uppföljare till filmen Mordet på Orientexpressen från 1974. Den utspelar sig i Egypten 1937, mestadels på en tidstypisk hjulångare på Nilen. Olika kända forntida egyptiska sevärdheter finns med i filmen, till exempel de stora pyramiderna, sfinxen och templen i Abu Simbel och Karnak.
Döden på Nilen vann en Oscar för bästa kostym vid den 51:a Oscarsgalan.

## Handling
Den förmögna arvtagerskan Linnet Ridgeway går med på att anställa sin vän Jacqueline "Jackie" de Belleforts arbetslöse fästman Simon Doyle som sin engelska godsförvaltare. Strax därefter gifter sig Linnet och Simon efter en stormande romans. Under sin smekmånad i Egypten överraskas de vid pyramiderna av Jackie som förföljer dem. För att undvika henne låtsas Doyles ta ett tåg till Alexandria innan de plötsligt går ombord på en hjulångaren S.S. Karnak på Nilen. I Egypten finns också detektiven Hercule Poirot, som gradvis får veta mer om situationen.
Under en utflykt till Karnaks tempel knuffas ett stort stenblock ner från en pelare och missar med nöd och näppe Doyles. Paret blir chockade när de inser att Jackie följer med på kryssningen, efter att ha ignorerat detektiven Hercule Poirots råd att hålla sig borta. Jackie avslöjar också att hon bär en liten .22-kaliber pistol och är en duktig prickskytt. Samma kväll konfronterar Jackie Simon i ett berusat raseri och skjuter honom i benet, varefter han eskorteras iväg. Morgonen därpå hittas Linnet död av en skottskada i huvudet. Bokstaven "J" skriven i blod på väggen ovanför hennes säng antyder Jackie, men hon har ett solitt alibi, eftersom miss Bowers sövde henne med morfin och vakade över henne hela natten.
Poirot och hans vän överste Race undersöker saken. De upptäcker att många passagerare hade motiv att döda Linnet: Louise Bourget, Linnets hembiträde, var bitter över att hennes matmor vägrade att gå med på en utlovad hemgift; Andrew Pennington, Linnets amerikanske förvaltare, förskingrade henne; Mrs van Schuyler, en äldre amerikansk societetsdam och kleptoman, ville ha Linnets pärlhalsband; van Schuylers sköterska, miss Bowers, beskyllde Linnets far för att ha ruinerat hennes familj ekonomiskt. Salome Otterbourne, en romantikförfattare, stämdes av Linnet för ärekränkning. Mrs Otterbournes dotter Rosalie ville skydda sin mor från ekonomisk ruin. Jim Ferguson, en frispråkig kommunistisk författare, hatade Linnet för hennes rikedom; och Dr. Ludwig Bessner, en schweizisk psykiater, mötte Linnet och avslöjade hans oortodoxa behandlingar som skadade hennes vän.
Strax därefter drar besättningen upp ett litet knyte från Nilen. Den försvunna pistolen är inlindad i mrs van Schuylers sjal, som har ett litet kulhål. Det finns också en röd bläckfläckad näsduk och en askkopp i marmor som används som vikt. När Linnets pärlsmycken rapporteras försvunna nekar mrs van Schuyler till att ha tagit dem. Strax därefter hittas halsbandet på Linnets kropp, vilket får Poirot att dra slutsatsen att mrs van Schuyler "återlämnade" dem.
Medan Poirot och Race genomför sin undersökning hittas Louise Bourget död med halsen avskuren av dr Bessners skalpell och ett fragment av en sedel i handen. Poirot drar slutsatsen att hon såg mördaren lämna Linnets hytt och pressade denne på pengar för att hålla tyst. Salome Otterbourne hävdar att hon såg Louises mördare och är på väg att berätta för Poirot och Race när hon skjuts genom den öppna hyttdörren med Penningtons revolver, som är av större kaliber än den som användes för att skjuta Linnet.
Poirot samlar alla i salongen och avslöjar att Simon dödade Linnet med Jackie som sin medbrottsling och komplottens hjärna: De hade förblivit älskande hela tiden. Jackie låtsades skjuta Simon för att dra uppmärksamhet till sig själv och se till att Simon tillfälligt skulle lämnas ensam medan hon fördes till sin hytt. Efter att ha sprungit till Linnets hytt och skjutit henne, återvände Simon till salongen och sköt sig själv i benet med mrs van Schuylers sjal som ljuddämpare. Han bytte sedan ut en av de tomma patronerna mot en ny, om pistolen skulle hittas. Han svepte in pistolen i sjalen tillsammans med ett askfat av marmor och den förmodade blodfläckade näsduken, och kastade föremålen ut genom det öppna fönstret ner i Nilen. Han använde sedan en annan näsduk på sitt nu blödande ben. Jackie dödade senare Louise, som pressade Simon på pengar för att hon såg honom gå in i Linnets hytt, och dödade sedan mrs Otterbourne, som såg Jackie lämna Louises hytt. Planen var att Simon skulle döda Linnet, ärva hennes pengar och gifta sig med sin gamla kärlek vid ett senare tillfälle.
När Simon hävdar att Poirot inte har några bevis, hävdar Poirot att polisen kan göra ett test av skottrester, ett så kallat "moulage"-test, på både honom och Jacqueline. Jackie inser att de är påkomna, så hon erkänner och omfamnar Simon. Poirot inser plötsligt att hon har fått tillbaka sin pistol, men kan inte hindra henne från att skjuta Simon och sedan sig själv till döds. Passagerarna går av i nästa hamn och Poirot gratuleras för sitt arbete med fallet.

## Rollista i urval
- Peter Ustinov - Hercule Poirot
- Lois Chiles - Linnet Ridgeway Doyle
- Simon MacCorkindale - Simon Doyle
- Mia Farrow - Jacqueline de Bellefort
- Jane Birkin - Louise Bourget
- George Kennedy - Andrew Pennington
- Bette Davis - Marie Van Schuyler
- Maggie Smith - Miss Bowers
- Angela Lansbury - Salome Otterbourne
- Olivia Hussey - Rosalie Otterbourne
- David Niven - Colonel Johnny Race
- Jon Finch - Mr James Ferguson
- Jack Warden - Dr Bessner
- I. S. Johar - Mr Chaudhry
- Harry Andrews - Barnstaple
- Sam Wanamaker - Rockford
- Celia Imrie - en jungfru (ej krediterad)
- Saeed Jaffrey - tjänare ombord på Karnak (ej krediterad)

## Produktion

### Bakgrund
EMI Films hade gjort stor succé 1974 med en filmatisering av Mordet på Orientexpressen, och ville ha en uppföljare. Planen var att göra Döden på Nilen men rättigheterna kunde inte erhållas så i juli 1975 meddelade EMI att de skulle filma Mord på ljusa dagen istället. Dessa planer sköts dock upp och rättigheterna till Nilen säkrades.
Filmen gjordes under en expansionsperiod för EMI Films under Michael Deeley och Barry Spikings, som i allt högre grad siktade på den internationella marknaden med filmer som Deer Hunter och Konvoj. Döden på Nilen var en mer traditionellt brittisk film.
Regissören John Guillermin hade precis gjort två storfilmer; Skyskrapan brinner och King Kong.

### Rollsättning
Albert Finney spelade Hercule Poirot i Mordet på Orientexpressen, men ville inte genomgå den hårds sminkning som krävdes för Poirot i den egyptiska solen. Producenterna kände att om de inte kunde få Finney borde de gå i en helt annan riktning och valde Peter Ustinov. "Poirot är en karaktärsroll om det någonsin funnits en", sa producenten Goodwin, "och Peter är en karaktärsskådespelare av högsta klass."
En stjärnspäckad ensemble anställdes. Detta var Jane Birkins första brittiska film på ett decennium.

### Filmning
De första scenerna som utspelar sig i England spelades in i byn Hambleden i Buckinghamshire och på lantstället Compton Wynyates i Warwickshire.
Filmteamet tillbringade sju veckor på plats i Egypten i slutet av 1977. Fyra veckors inspelning skedde på ångaren Karnak (det historiska fartyget SS Memnon) och resten på platser som Aswan, Abu Simbel, Luxor och Kairo. För det mesta transporterades fartyget av mindre båtar och motorerna stängdes av eftersom de var så högljudda att de störde inspelningen. Filmningen i öknen krävde sminkning klockan 4 på morgonen och fotografering klockan 6 för att tillgodose en två timmars fördröjning vid middagstid när temperaturen låg nära 54 °C. Bette Davis kommenterade skämtsamt: "Förr i tiden skulle de ha byggt Nilen åt dig. Nuförtiden har filmerna blivit reseskildringar och skådespelare stuntmän."
John Guillermin kommenterade att den egyptiska regeringen stödde filmen eftersom det fanns så många Agatha Christie-fans i landet och historien "var opolitisk".
Under inspelningen uppstod problem eftersom inga hotellbokningar hade gjorts för filmteamet. De flyttades från hotell till hotell, ibland dagligen. Regissören Guillermin fick aldrig se dagstagningarna. På order av producenterna skickades filmerna direkt till dem i London. Ett ljusare ögonblick inträffade under en kärleksscen mellan Chiles och MacCorkindale, när en envis ökenfluga landade på Chiles tänder. Skådespelarna fortsatte så gott de kunde, men filmteamet brast ut i skratt när Guillermin tack och lov ropade "bryt" och beordrade en ny tagning.
Guillermin tyckte att inspelningen var logistiskt knepig på grund av värmen och båten, som ibland gick på grund. Men han gillade rollbesättningen:
"De mer erfarna människorna skapade en mycket generös atmosfär. De var inte alls otåliga. Jag har aldrig arbetat med Bette Davis tidigare och fick höra att hon var professionell men inte kommunikativ. Tja, hon var en absolut bastion av stöd och entusiasm. Under pauserna satt skådespelarna ofta vid sidan av och förde en fantastisk konversation. Det var Ustinovs stora kvickhet och Nivens torra humor. Jack Warden är en väldigt rolig man och Mia Farrow är en väldigt rolig kvinna. Det här var ett gäng människor som kunde slappna av."
"Poirot kan vara en kall fisk, men här gjorde vi honom mer humanistisk och varm, intresserad av unga människor till exempel", sa regissören. "Peter Ustinov lyckades få fram det." Kostymdesignern Anthony Powell vann en Oscar för bästa kostym, hans andra. Bland hans detaljer fanns skor för Chiles som hade diamantprydda klackar som kom från en miljonärskollektion och skor som bars av Davis gjorda av fjällen från 26 pytonormar.
Filmfotografen Jack Cardiff säger att han och Guillermin bestämde sig för att ge filmen "en gammaldags 30-talslook".
För koreografin till tangoscenen stod den brittiske dansaren Wayne Sleep.
I början av 1978 skadades David Nivens dotter allvarligt i en bilolycka. Niven flög från London till Schweiz på helgerna under inspelningen för att sitta vid hennes sjuksäng.